# 1852
1852 (MDCCCLII) je bilo prestopno leto, ki se je po gregorijanskem koledarju začelo na četrtek, po 12 dni počasnejšem julijanskem koledarju pa na torek.

## Rojstva
- 13. februar - John Dreyer, dansko-irski astronom († 1926)
- 2. julij - William Burnside, angleški matematik († 1927)
- 4. september - Janko Kersnik, slovenski pisatelj († 1897)
- 30. avgust - Jacobus Henricus van 't Hoff, nizozemski kemik, nobelovec 1901 († 1911)
- 25. september - Hans Vaihinger, nemški filozof († 1933)
- 28. september - Henri Moissan, francoski kemik, nobelovec 1906 († 1907)
- 2. oktober - sir William Ramsay, škotski kemik, nobelovec 1904 († 1916)
- 9. oktober - Hermann Emil Fischer, nemški kemik, nobelovec 1902 († 1919)
- 15. december - Antoine Henri Becquerel, francoski fizik, nobelovec 1903 († 1908)
- 19. december - Albert Abraham Michelson, nemško-ameriški fizik, nobelovec 1907 († 1931)

## Smrti
- 11. oktober - Ferdinand Gotthold Max Eisenstein, nemški matematik (* 1823)
- 27. november - Ada Lovelace, angleška matematičarka (* 1815)